# 郷文裕貴
郷 文裕貴（ごう ふみゆき）は、日本のアニメ音響監督。株式会社ビットグルーヴプロモーション取締役副社長。

## 参加作品
※特記のない限り、すべて音響監督としての参加。

### テレビアニメ
2010年代前半
- BUS GAMER（2008年、制作デスク）
- はなまる幼稚園（2010年、録音演出助手）
- DOG DAYS（2011年、音響監督助手）
- 電波女と青春男（2011年、音響監督助手）
- C³_-シーキューブ-（2011年、音響監督助手）
- 黄昏乙女×アムネジア（2012年、音響監督助手）
- DOG DAYS'（2012年、音響監督助手）
- ココロコネクト（2012年、音響監督助手）
- ひだまりスケッチ×ハニカム（2012年、音響監督助手）
- まおゆう魔王勇者（2013年、音響制作担当）
- のんのんびより（2013年、プロデューサー）
- ひだまりスケッチ 沙英・ヒロ 卒業編（2013年、音響監督助手）
- ログ・ホライズン（2013年-2015年、音響制作）
- RAIL WARS!（2014年）
- 六畳間の侵略者!?（2014年、音響制作担当）
- Bonjour♪恋味パティスリー（2014年、音響制作担当）

2015年
- 浦和の調ちゃん
- ニンジャスレイヤー フロムアニメイシヨン
- のんのんびより りぴーと（プロデューサー）
- オーバーロード

2016年
- あんハピ♪
- 一人之下 the outcast
- 灼熱の卓球娘
- 刀剣乱舞-花丸-
- TRICKSTER -江戸川乱歩「少年探偵団」より-

2017年
- 時間の支配者
- つぐもも
- バトルガール ハイスクール

2018年
- 宇宙戦艦ティラミス
- 宇宙戦艦ティラミスII
- オーバーロードII
- オーバーロードIII
- かくりよの宿飯
- 続 刀剣乱舞-花丸-
- デスマーチからはじまる異世界狂想曲
- ラーメン大好き小泉さん（音響制作担当）

2019年
- 盾の勇者の成り上がり
- グリムノーツ The Animation
- CIRCLET PRINCESS
- 荒ぶる季節の乙女どもよ。
- ノー・ガンズ・ライフ
- 俺を好きなのはお前だけかよ

2020年
- 群れなせ!シートン学園
- SHOW BY ROCK!! ましゅまいれっしゅ!!
- デカダンス
- キミと僕の最後の戦場、あるいは世界が始まる聖戦

2021年
- SHOW BY ROCK!! STARS!!
- SSSS.DYNAZENON
- 究極進化したフルダイブRPGが現実よりもクソゲーだったら
- 終末のハーレム
- 大正オトメ御伽話
- Deep Insanity THE LOST CHILD
- takt op.Destiny

2022年
- ヒーラー・ガール
- 盾の勇者の成り上がり Season 2
- 神クズ☆アイドル
- 夜は猫といっしょ
- ブルーロック

2023年
- 英雄王、武を極めるため転生す 〜そして、世界最強の見習い騎士♀〜

2024年
- スナックバス江
- 怪獣8号
- ラグナクリムゾン
- ささやくように恋を唄う
- 怪異と乙女と神隠し

2025年
- ウィッチウォッチ

- ウマ娘 シンデレラグレイ[13]
- 友達の妹が俺にだけウザい[14]
- ガチアクタ

### 劇場アニメ
2022年
- 特『刀剣乱舞-花丸-』〜雪月華〜

2023年
- グリッドマン ユニバース

### Webアニメ
- くるねこ（2017年）
- ようこそ！きららファンタジア（2017年）